# Cotílfar
Cotílfar es una localidad y pedanía española perteneciente al municipio de Domingo Pérez de Granada, en la provincia de Granada. Está situada en la parte septentrional de la comarca de Los Montes. Cerca de esta localidad se encuentran los núcleos de Domingo Pérez de Granada, Cañatabla, Guadahortuna y Montejícar.

## Demografía
Según el Instituto Nacional de Estadística de España, en el año 2021 Cotílfar contaba con 42 habitantes censados, lo que representa el 4,87% de la población total del municipio.

### Evolución de la población
| Gráfica de evolución demográfica de Cotílfar entre 2011 y 2021 |
|                                                                |
| Datos según el nomenclátor publicado por el INE.               |